# Luzia Mohrs
Irmã Maria Electis, nascida Luzia Mohrs (Pommern, 23 de março de 1904 – Canoas,16 de outubro de 2017) foi uma supercentenária alemã radicada no Brasil. Aos 113 anos era a pessoa mais velha do Brasil, bem como a pessoa mais velha nascida na Alemanha.

## Biografia
Luzia Mohrs nasceu em Pommern, perto do rio Mosela, no Império Alemão, a sexta filha do casal Josep Mohrs e Maria Rink. Em 23 de março de 1926 entrou para o noviciado das Irmãs de Notre Dame em Mülhausen e emitiu os primeiros votos na congregação das Irmãs de Nossa Senhora, em 16 de abril de 1928. Ali, recebeu o nome de Maria Electis. Luzia emigrou para o Brasil no dia 12 de fevereiro de 1939, com o 23º grupo de missionárias vindas da Alemanha. Ficou em Passo Fundo, Rio Grande do Sul, para estudar o idioma português até julho de 1939. Formada em Enfermagem, em agosto de 1939 se tornou membro da comunidade da Clínica Psiquiátrica Olivé Leite, em Pelotas. De 1988 a 2004 integrou a comunidade Recanto Aparecida, em Canoas. Em 2013, celebrou seu Jubileu de Girassol: o 85º aniversário de vida religiosa. Este fato é único na congregação desde a sua fundação em 1850. Em 2015, celebrou o 87º aniversário de vida religiosa. Em 23 de dezembro de 2016, um dia antes da véspera de Natal, tornou-se a decana do Brasil.
Morreu em 16 de outubro de 2017, aos 113 anos e 207 dias.